# Аравия (сатрапия)
Аравия (др.-перс. Arabâya) или Ахеменидская Аравия — сатрапия (провинция) Ахеменидской империи.
Ахеменидская Аравия занимала земли между дельтой Нила и Месопотамией. Согласно Геродоту, Камбис II не подчинил себе арабов, когда в 525 году до н. э. напал на Египет. Его преемник Дарий I упоминает арабов в Бехистунской надписи, что может свидетельствовать о том, что этот персидский царь завоевал часть Аравийского полуострова.
Арабы, как союзники, были освобождены от налогообложения. Вместо этого они поставляли 1000 талантов благовоний в год в качестве «подарка». Они также помогли ахеменидскому войску, пересекающему пустыню, вторгнуться в Египет, предоставляя бурдюки.

## География
В Бехистунской надписи Аравия упомянута в числе податных стран. Однако сложно с полной уверенностью сказать, какая именно область имелась ввиду. Геродот в перечне контингентов персидских войск упоминает арабов рядом с племенами, обитавшими у границ Египта. Поэтому учёные локализуют эту гипотетическую сатрапию обычно между Нилом и Красным морем, полагая, что арабами персы называли кочевые племена к югу и востоку от Палестины.
Многие исследователи, опираясь на геродотовы описания, указывают, что при Ахеменидах арабы властвовали над торговыми портами средиземноморского побережья между Кадитисом (Газа) и Ианисом (Шейх-Зувейд).
По мнению Олмстеда, при Дарии I персы совершили попытку объединить набатейских арабов в сатрапию с названием «Аравия», но потерпели неудачу. Доугерти полагали, что персидский термин «Арабайя» включало не весь Аравийский полуостров, в только его южную часть, и лишь греческие авторы стали применять это название ко всему региону. Как союзники, они уплачивали 1000 талантов ладана ежегодно, что возможно в том случае, если арабы бы контролировали транзитную торговлю в районе Хадрамаута и Акабского залива.
- Западная часть державы Ахеменидов.
- Арабский солдат (Древнеперсидская клинопись: 𐎠𐎼𐎲𐎠𐎹, Arabāya)[4] из армии Ахеменидов, приблизительно 480 год до н. э.. Барельеф на гробнице Ксеркса I.
- Рельеф с изображением арабской делегации с верблюдом. Ападана, Персеполис.